# Minofor
Minofor és el nom comercial d'un aliatge de color blanc compost del 68% d'estany, Sn, 18% d'antimoni, Sb, 3% de coure, Cu, i 10% de zinc, Zn. Les seves propietats són semblants al metall de Britània.